# Mesometopa gibbosa
Mesometopa gibbosa is een vlokreeftensoort uit de familie van de Stenothoidae. De wetenschappelijke naam van de soort is voor het eerst geldig gepubliceerd in 1955 door Clarence Raymond Shoemaker.